# Juan Martín Mugica
Juan Martín Mugica Ferreira (Casa Blanca, Paysandú, 22 de diciembre de 1943-Montevideo, 11 de febrero de 2016) fue un futbolista que jugaba de lateral izquierdo y entrenador uruguayo. Como futbolista ganó la Copa América de 1967 y disputó la Copa Mundial de 1970 con la selección de su país, y con el Club Nacional de Football ganó la Copa Libertadores 1971 y fue campeón mundial de clubes en la Copa Intercontinental 1971. Como entrenador ganó con el mismo club la Copa Libertadores 1980 y la Copa Intercontinental 1980.

## Selección nacional
Fue internacional con la Selección de Uruguay en 22 ocasiones, marcando dos goles, uno de ellos en la Copa Mundial de 1970.

### Participaciones en Copas del Mundo
| Mundial              | Sede   | Resultado | Partidos | Goles |
| -------------------- | ------ | --------- | -------- | ----- |
| Copa Mundial de 1970 | México | 4° puesto | 6        | 1     |

### Participaciones en Copa América
| Copa              | Sede    | Resultado | Partidos | Goles |
| ----------------- | ------- | --------- | -------- | ----- |
| Copa América 1967 | Uruguay | Campeón   | 3        | 0     |

## Clubes

### Como futbolista
| Club             | País    | Año       |
| ---------------- | ------- | --------- |
| Rampla Juniors   | Uruguay | 1961-1966 |
| Nacional         | Uruguay | 1966-1971 |
| Atlético Español | México  | 1971-1972 |
| Lille            | Francia | 1972-1975 |
| Racing Lens      | Francia | 1975-1978 |
| Liverpool        | Uruguay | 1978      |
| Defensor         | Uruguay | 1979      |

### Como entrenador
| Club                   | País        | Año       |
| ---------------------- | ----------- | --------- |
| Nacional               | Uruguay     | 1980-1981 |
| Deportes Tolima        | Colombia    | 1982      |
| Millonarios            | Colombia    | 1983      |
| FBC Melgar             | Perú        | 1984      |
| Atlético Nacional      | Colombia    | 1985      |
| Grêmio                 | Brasil      | 1987      |
| Independiente Medellín | Colombia    | 1994      |
| Junior de Barranquilla | Colombia    | 1996      |
| Deportes Tolima        | Colombia    | 1996-1997 |
| Alajuelense            | Costa Rica  | 1999-2000 |
| Alianza                | El Salvador | 2004      |

## Palmarés

### Como futbolista

#### Campeonatos nacionales
| Título                  | Club     | País    | Año  |
| ----------------------- | -------- | ------- | ---- |
| Campeonato Uruguayo (1) | Nacional | Uruguay | 1966 |
| Campeonato Uruguayo (2) | Nacional | Uruguay | 1969 |
| Campeonato Uruguayo (3) | Nacional | Uruguay | 1970 |
| Campeonato Uruguayo (4) | Nacional | Uruguay | 1971 |

#### Torneos internacionales
| Título                | Equipo               | País       | Año  |
| --------------------- | -------------------- | ---------- | ---- |
| Copa América          | Selección de Uruguay | Uruguay    | 1967 |
| Copa Libertadores     | Nacional             | Lima       | 1971 |
| Copa Intercontinental | Nacional             | Montevideo | 1971 |

### Como entrenador

#### Campeonatos nacionales
| Título              | Club     | País        | Año  |
| ------------------- | -------- | ----------- | ---- |
| Campeonato Uruguayo | Nacional | Uruguay     | 1980 |
| Torneo Clausura     | Alianza  | El Salvador | 2004 |

#### Torneos internacionales
| Título                | Club     | Sede       | Año  |
| --------------------- | -------- | ---------- | ---- |
| Copa Libertadores     | Nacional | Montevideo | 1980 |
| Copa Intercontinental | Nacional | Tokio      | 1980 |